# Monyash
Monyash est un village et une paroisse civile du Derbyshire, en Angleterre. Il est situé dans la région naturelle du Peak District, à huit kilomètres environ à l'ouest de la ville de Bakewell. Administrativement, il relève du district des Derbyshire Dales. Au recensement de 2011, il comptait 314 habitants.

## Histoire
- Le village est situé non loin du henge néolithique d'Arbor Low.
- Le casque de Benty Grange a été trouvé dans un tumulus anglo-saxon situé dans la ferme de Benty Grange.